# Laghi Soi
I laghi Soi sono laghi posizionati poco sopra la località Ballino, che si trova ad un'altezza di 765 m.s.l.m.. Questi laghi sono alimentati da sorgenti interne ed hanno alimentato per anni il fiume rì Sec e, con esso, anche il lago di Tenno.
Un tempo nei periodi piovosi si riempivano, arrivando a raggiungere i 4-5 metri di altezza. Oggi sono quasi scomparsi, resta solo una piccola pozzanghera d'acqua paludosa e fangosa, profonda non più di trenta centimetri.